# Krasimir Kostow
Krasimir Iwanow Kostow (bułg. Красимир Иванов Костов, ur. 11 lutego 1995 w Petriczu) – bułgarski piłkarz występujący na pozycji bramkarza w bułgarskim klubie Botew Wraca.